# Могорела
Могорѐла (на италиански: Mogorella; на сардински: Mogoredda, Могореда) е село и община в Южна Италия, провинция Ористано, автономен регион и остров Сардиния. Разположено е на 265 m надморска височина. Населението на общината е 471 души (към 2010 г.).